# Giuseppe Pichler
Giuseppe Pichler (Roma, 1760 – Roma, 1820) è stato un incisore italiano,  intagliatore di gemme.

## Biografia
Giuseppe, alias Johann Joseph Pichler, nacque a Roma nel 1760.  Era figlio della seconda moglie di Antonio Pichler (1697-1779) e fratellastro del più famoso Giovanni che lo iniziò all'arte di famiglia.

## Opere
- ritratto di Alessandro I di Russia
- Le Tre Grazie - copia dal Canova
- Achille
- Bacco
- Cerere
- Io
- Medusa
- Perseo